# Böyük Qaramurad
Böyük Qaramurad è un comune dell'Azerbaigian situato nel distretto di Gədəbəy. Conta una popolazione di 2 684 abitanti.